# Nati nel 1901/Aprile
| Questa pagina contiene informazioni ricavate automaticamente dalle voci biografiche con l'ausilio del template Bio e di un bot. L'aggiornamento è periodico e automatico e ricostruisce completamente la pagina. Se manca una persona in questa lista, sei pregato di non aggiungerla, ma accertati piuttosto che la sua voce biografica contenga il template Bio e che i dati anagrafici siano correttamente compilati. Se il template Bio manca, inseriscilo tu stesso o, in alternativa, metti l'avviso {{tmp\|Bio}} che ne segnala la mancanza. Se i dati riportati sono sbagliati, correggi direttamente la voce biografica; le modifiche saranno visibili in questa lista entro pochi giorni. Per chiarimenti vedi il progetto biografie. La lista contiene solo le 128 persone che sono citate nell'enciclopedia e per le quali è stato implementato correttamente il template Bio. Pagina aggiornata al 10 lug 2025. |

- 1º aprile - William Anderson, hockeista su ghiaccio britannico († 1983)
- 1º aprile - Francisco Ascaso, anarchico e sindacalista spagnolo († 1936)
- 1º aprile - Whittaker Chambers, giornalista, scrittore e agente segreto statunitense († 1961)
- 1º aprile - Hugo Hamberger, alpinista e medico tedesco († 1987)
- 1º aprile - Sergiusz Piasecki, scrittore polacco († 1964)
- 1º aprile - Henryk Sztompka, pianista polacco († 1964)
- 2 aprile - Andrea Cefaly junior, pittore italiano († 1986)
- 2 aprile - Luigi Froni, scultore italiano († 1965)
- 2 aprile - Ernst Hölder, matematico tedesco († 1990)
- 2 aprile - Josef Kuchař, calciatore cecoslovacco († 1986)
- 2 aprile - Louis Kuehn, tuffatore statunitense († 1981)
- 2 aprile - Edgar Mountain, mezzofondista britannico († 1985)
- 3 aprile - Carlo Callerio, microbiologo e farmacologo italiano († 1999)
- 3 aprile - Khalil Esfandiary Bakhtiari, diplomatico iraniano († 1983)
- 3 aprile - Rudi Paret, filologo, islamista e traduttore tedesco († 1983)
- 4 aprile - James Johnston Navagh, vescovo cattolico statunitense († 1965)
- 4 aprile - Harry Reynolds, montatore statunitense († 1971)
- 5 aprile - Terence Arnold, bobbista britannico († 1986)
- 5 aprile - Curt Bois, attore tedesco († 1991)
- 5 aprile - Jacopo Comin, regista e sceneggiatore italiano († 1972)
- 5 aprile - Melvyn Douglas, attore statunitense († 1981)
- 5 aprile - Doggie Julian, allenatore di pallacanestro statunitense († 1967)
- 6 aprile - Pier Giorgio Frassati, filantropo e alpinista italiano († 1925)
- 6 aprile - Marian Hemar, poeta e giornalista polacco († 1972)
- 6 aprile - Erminio Sertorelli, fondista italiano († 1979)
- 7 aprile - Gigino Battisti, politico e partigiano italiano († 1946)
- 7 aprile - Gavin Gordon, attore statunitense († 1983)
- 7 aprile - Mária Mednyánszky, tennistavolista ungherese († 1978)
- 7 aprile - André Trocmé, pastore protestante francese († 1971)
- 7 aprile - Christopher Wood, pittore britannico († 1930)
- 8 aprile - Carmen Boni, attrice italiana († 1963)
- 8 aprile - Gaetano Lanfranchi, imprenditore e bobbista italiano († 1983)
- 8 aprile - Jean Prouvé, architetto e designer francese († 1984)
- 9 aprile - Edna Hammel, attrice statunitense († 1964)
- 9 aprile - Ernie Hine, calciatore inglese († 1974)
- 9 aprile - Emil Hinkó, architetto, calciatore e allenatore di calcio ungherese († 2002)
- 9 aprile - Sharon Lynn, attrice statunitense († 1963)
- 9 aprile - Paul Willis, attore statunitense († 1960)
- 9 aprile - Henry Winterfeld, scrittore tedesco († 1990)
- 10 aprile - Giuseppe Arcaini, politico italiano († 1978)
- 10 aprile - Emilio Polli, nuotatore italiano († 1983)
- 10 aprile - Consuelo de Saint-Exupéry, artista e scrittrice salvadoregna († 1979)
- 11 aprile - Aleksandr Aleksandrovič Andronov, fisico sovietico († 1952)
- 11 aprile - Donald Menzel, astronomo statunitense († 1976)
- 11 aprile - Adriano Olivetti, imprenditore, ingegnere e politico italiano († 1960)
- 11 aprile - Glenway Wescott, scrittore statunitense († 1987)
- 12 aprile - Leopoldo Conti, calciatore italiano († 1970)
- 12 aprile - Stefano Pugliese, ammiraglio italiano († 1978)
- 13 aprile - Francesco Angarano, calciatore italiano
- 13 aprile - Jacques Lacan, psicoanalista e psichiatra francese († 1981)
- 13 aprile - Vincenzo Marmorale, filologo classico, poeta e scrittore italiano († 1966)
- 13 aprile - Paul Yu Bin, cardinale e arcivescovo cattolico cinese († 1978)
- 14 aprile - Manuel Armangué, pallanuotista spagnolo († 1985)
- 14 aprile - Vincas Bartuška, calciatore lituano († 1988)
- 14 aprile - Hein Heckroth, scenografo e costumista tedesco († 1970)
- 14 aprile - Josep Planas, allenatore di calcio e calciatore spagnolo († 1977)
- 15 aprile - Joe Davis, giocatore di snooker inglese († 1978)
- 15 aprile - Charles Nelson, montatore statunitense († 1997)
- 15 aprile - René Pleven, politico francese († 1993)
- 15 aprile - Bertel Ulrichsen, calciatore norvegese († 1977)
- 16 aprile - Nikolaj Pavlovič Akimov, scenografo e regista teatrale sovietico († 1968)
- 16 aprile - Édouard Crut, calciatore francese († 1974)
- 16 aprile - Lajos Dinnyés, politico ungherese († 1961)
- 16 aprile - Gaetano Montresor, anarchico italiano († 1941)
- 17 aprile - Berend Carp, velista olandese († 1966)
- 17 aprile - George Hill, velocista statunitense († 1992)
- 17 aprile - George Keyt, pittore singalese († 1993)
- 17 aprile - Roberto Liberi, militare e aviatore italiano († 1941)
- 17 aprile - Raúl Prebisch, economista argentino († 1986)
- 18 aprile - Aleksandr Alekseev, regista russo († 1982)
- 18 aprile - John Bonventre, mafioso italiano
- 18 aprile - Angelo Costa, imprenditore italiano († 1976)
- 18 aprile - Mario Giuliano, militare e aviatore italiano († 1942)
- 18 aprile - Al Lewis, paroliere e musicista statunitense († 1967)
- 18 aprile - László Németh, scrittore ungherese († 1975)
- 18 aprile - Luigi Ruggeri, politico italiano († 1974)
- 18 aprile - Luigi Tabacco, calciatore italiano († 1933)
- 19 aprile - Franco Capaldo, cantante italiano († 1978)
- 19 aprile - Kiyoshi Oka, matematico giapponese († 1978)
- 19 aprile - Angelo Zankl, religioso statunitense († 2007)
- 20 aprile - Umberto Ajello, politico italiano
- 20 aprile - Charlotte Bara, ballerina tedesca († 1986)
- 20 aprile - Adolf Busemann, ingegnere tedesco († 1986)
- 20 aprile - Michel Leiris, scrittore e etnologo francese († 1990)
- 21 aprile - Eugenio Dellacasa, calciatore e pallanuotista italiano († 1985)
- 21 aprile - William Ferrari, scenografo statunitense († 1962)
- 21 aprile - Gladys Mitchell, scrittrice e insegnante britannica († 1983)
- 21 aprile - Umberto Tomba, politico italiano († 1971)
- 21 aprile - Maria de la Cruz Nault, religiosa e mistica francese († 1999)
- 22 aprile - Bert Plaxton, hockeista su ghiaccio canadese († 1970)
- 22 aprile - Alexandre Vialatte, scrittore francese († 1971)
- 23 aprile - Pierre Batcheff, attore francese († 1932)
- 23 aprile - Ādolfs Blūzmanis, calciatore lettone († 1959)
- 23 aprile - Howard Clark, arcivescovo anglicano canadese († 1983)
- 23 aprile - George Harmon Coxe, scrittore statunitense († 1984)
- 23 aprile - Edmund Brisco Ford, genetista britannico († 1988)
- 23 aprile - George Mitchell, pallanuotista statunitense († 1988)
- 24 aprile - Alfonso Fresa, astronomo italiano († 1985)
- 25 aprile - Silvio Gava, sindacalista e politico italiano († 1999)
- 25 aprile - Edoardo Ruffini, giurista e avvocato italiano († 1983)
- 26 aprile - Fred C. Brannon, regista statunitense († 1953)
- 26 aprile - Harald Braun, regista, sceneggiatore e produttore cinematografico tedesco († 1960)
- 26 aprile - Renato Cigarini, avvocato, partigiano e antifascista italiano († 1992)
- 26 aprile - René Le Hénaff, montatore e regista francese († 2005)
- 26 aprile - Hamilton MacFadden, regista, attore e sceneggiatore statunitense († 1977)
- 26 aprile - Maria della Trinità, religiosa e mistica sudafricana († 1942)
- 27 aprile - Frank Belknap Long, scrittore e poeta statunitense († 1994)
- 27 aprile - Désiré Gosselin, calciatore francese († 1983)
- 27 aprile - Giuseppe Martelli, calciatore italiano († 1992)
- 27 aprile - Eugene Rabinowitch, biofisico e attivista russo († 1973)
- 27 aprile - Paolo Robotti, politico italiano († 1982)
- 28 aprile - Weaver W. Adams, scacchista statunitense († 1963)
- 28 aprile - Dario Chiaradia, militare italiano († 1943)
- 28 aprile - Daniel Fernández Crespo, politico uruguaiano († 1964)
- 28 aprile - Needham Roberts, militare statunitense († 1949)
- 28 aprile - Henry Stallard, mezzofondista britannico († 1973)
- 28 aprile - Giuseppe Vastapane, imprenditore italiano († 1985)
- 28 aprile - Edmond De Weck, calciatore svizzero († 1977)
- 29 aprile - Bruce Clarke, generale statunitense († 1988)
- 29 aprile - Raffaello Fagnoni, architetto italiano († 1966)
- 29 aprile - Hotsumi Ozaki, giornalista giapponese († 1944)
- 29 aprile - Hirohito, imperatore giapponese († 1989)
- 29 aprile - Ceslas Spicq, biblista e religioso francese († 1992)
- 30 aprile - Simon Kuznets, economista russo († 1985)
- 30 aprile - David Manners, attore e scrittore canadese († 1998)
- 30 aprile - György Orth, calciatore e allenatore di calcio ungherese († 1962)
- 30 aprile - Losang Yeshe Tenzin Gyatso Pelsangpo, monaco buddhista tibetano († 1981)
- 30 aprile - Karl Zolper, calciatore tedesco († 1990)